# ایستگاه (فیلم ۲۰۱۴)
«ایستگاه» (انگلیسی: Station (2014 film)) یک فیلم است که در سال ۲۰۱۴ منتشر شد.